# منطقه سقیلبیه

منطقه سِقیلبیه (در نقشه‌های فارسی اشتباهاً صقیلبیه نیز نوشته‌اند) یکی از منطقه‌های استان حمات کشور سوریه است. مرکز این منطقه شهر سقیلبیه است.
منطقه سقیلبیه به پنج ناحیه تقسیم شده‌است: (جمعیت بر پایه سرشماری رسمی ۲۰۰۴):
- ناحیه مرکزی سقیلبیه: جمعیت 49,686.[۱]
- ناحیه سلحب: جمعیت 38,783.[۲]
- ناحیه زیاره: جمعیت 38,872.[۳]
- ناحیه شطحه: جمعیت 25,273.[۴]
- ناحیه قلعه المضیق: جمعیت 85,597.[۵]